# Fonction partielle

Exemple d'une fonction partielle

En mathématiques, une fonction partielle (quelquefois appelée simplement fonction) sur un ensemble donné {\displaystyle E} est une application définie sur une partie de celui-ci, appelé ensemble de définition (ou domaine de définition) de la fonction partielle. 
Cette notion apparaît en particulier en théorie de la calculabilité, qui s'intéresse aux fonctions partielles récursives : celles-ci sont définies sur une partie de {\displaystyle \mathbb {N} }, l'ensemble des entiers naturels, ou plus généralement de {\displaystyle \mathbb {N} ^{p}}, et l'ensemble de définition d'une fonction partielle récursive ne peut éventuellement pas se définir a priori, c'est-à-dire autrement qu'en indiquant que ce sont les entiers (ou tuples d'entiers) pour lesquels le calcul qui permet de définir la fonction aboutit.

## Définitions
Une fonction partielle d'un ensemble {\displaystyle E} dans un ensemble {\displaystyle F} est un couple {\displaystyle (D_{f},f)} constitué d'un sous-ensemble {\displaystyle D_{f}} de {\displaystyle E} et d'une application de {\displaystyle D_{f}} dans {\displaystyle F}. On dit que {\displaystyle f} est définie en {\displaystyle x\in E} quand {\displaystyle x\in D_{f}}, et {\displaystyle D_{f}} est appelé ensemble de définition de {\displaystyle f}. 
Un exemple de fonction partielle est la fonction nulle part définie, celle dont le domaine de définition est vide.
Une fonction {\displaystyle f} de {\displaystyle E} dans {\displaystyle F} est dite totale quand {\displaystyle f} est partout définie sur {\displaystyle E}, c'est-à-dire que {\displaystyle E=D_{f}}. 